# 荆州府

荆州府在湖北省的位置（1820年）

荆州府，元朝末年，由朱元璋设置的府，属湖廣、湖北。
韓宋龍鳳十年（元朝至正二十四年，1364年），朱元璋改中興路設置荊州府，治所在江陵县（即今湖北省荊州市）。辖境相当今湖北省宜都市到監利市的长江流域，属湖广布政司。清朝顺治初期 ，沿用明朝制度，仍属湖广布政司。康熙三年（1664年），属湖北布政司，终清一朝，下领七县：江陵县、公安县、石首县、监利县、松滋县、枝江县、宜都县，考评：冲繁疲难。民国初年，全国废府，故废。

## 延伸阅读
[在维基数据编辑]
 《欽定古今圖書集成·方輿彙編·職方典·荊州府部》，出自陈梦雷《古今圖書集成》